# David George
David George (Ciudad del Cabo, 23 de febrero de 1976) es un exciclista sudafricano.
En 2012 dio positivo por EPO, el corredor admitió la culpa y fue sancionado.

## Palmarés
| 2000 - 2.º en el Campeonato de Sudáfrica Contrarreloj 2001 - Campeonato de Sudáfrica Contrarreloj 2002 - Giro del Capo, más 1 etapa 2003 - Campeonato de Sudáfrica en Ruta - Giro del Capo, más 1 etapa - 2.º en el Campeonato de Sudáfrica Contrarreloj 2004 - Campeonato de Sudáfrica Contrarreloj - 2.º en el Campeonato de Sudáfrica en Ruta - Giro del Capo 2005 - 3.º en el Campeonato de Sudáfrica Contrarreloj | 2006 - Campeonato de Sudáfrica Contrarreloj - 3.º en el Campeonato de Sudáfrica en Ruta - Tour de Langkawi - 1 etapa del Giro del Capo 2007 - Campeonato de Sudáfrica Contrarreloj - 2.º en el Campeonato de Sudáfrica en Ruta - 1 etapa del Giro del Capo 2008 - 1 etapa del Giro del Capo 2009 - 2.º en el Campeonato de Sudáfrica Contrarreloj |

## Resultados en Grandes Vueltas y Campeonatos del Mundo
| Carrera              | Carrera              | 1999 | 2000 | 2001 | 2002 | 2003  | 2004 | 2005 | 2006 | 2007 | 2008 | 2009 |
| -------------------- | -------------------- | ---- | ---- | ---- | ---- | ----- | ---- | ---- | ---- | ---- | ---- | ---- |
|                      | Giro de Italia       | —    | —    | —    | —    | —     | —    | —    | —    | —    | —    | —    |
|                      | Tour de Francia      | —    | —    | —    | —    | —     | —    | —    | —    | —    | —    | —    |
|                      | Vuelta a España      | Ab.  | —    | —    | —    | —     | —    | —    | 70.º | —    | —    | —    |
| Mundial en Ruta      | Mundial en Ruta      | —    | —    | —    | —    | 112.º | —    | 54.º | 39.º | 40.º | Ab.  | —    |
| Mundial Contrarreloj | Mundial Contrarreloj | —    | —    | 26.º | —    | —     | —    | 36.º | 17.º | 58.º | —    | —    |

—: no participa
Ab.: abandono